# Vietnam's Next Top Model (mùa 2)
Vietnam's Next Top Model – Người mẫu Việt Nam 2011 là mùa thứ hai được sản xuất bởi Đài truyền hình Việt Nam và Multimedia JSC. Chương trình được phát sóng trên kênh VTV3 vào tối chủ nhật vào lúc 20:00 giờ hằng tuần từ ngày 25 tháng 9 năm 2011 đến ngày 8 tháng 1 năm 2012. Có tất cả là 14 tập phát sóng.
Lần đầu tiên tại Vietnam's Next Top Model có sự xuất hiện của nhà sáng lập phiên bản Top Model người mẫu Tyra Banks với vai trò giám khảo đặc biệt trong đêm Chung kết.
Quán quân của mùa 2 là Hoàng Thị Thùy đến từ Thanh Hóa.
Nguyễn Thùy Dương, Kikki Lê và Nguyễn Thị Hoàng Oanh tham gia mùa giải All-Stars năm 2017. Thùy Dương trở thành á quân, Kikki Lê top 7 và Hoàng Oanh top 9.

## Giải thưởng
Quán quân của Vietnam's Next Top Model sẽ nhận được một hợp đồng quản lý người mẫu với công ty quản lý người mẫu BeU model trị giá 1 tỷ đồng. Được xuất hiện trên trang bìa của tạp chí Her World cùng với 200,000,000 triệu tiền mặt, thẻ thành viên VIP Diamond tại California Fitness & Yoga Center. Quán quân cũng sẽ được đưa đến thủ đô Paris, Pháp đào tạo được tài trợ bởi mỹ phẩm Bourjois và rất nhiều giải thưởng có giá trị khác.

## Các tập phát sóng

### Tập 1
Ngày phát sóng: 25 tháng 9 năm 2011

### Tập 2
Ngày phát sóng: 2 tháng 10 năm 2011

### Tập 3
Ngày phát sóng: 9 tháng 10 năm 2011
- Giám khảo khách mời: Ngọc Huyền
- Bức ảnh đẹp nhất: Nguyễn Tuyết
- Top nguy hiểm: Trần Hương & Bích Trâm & Nguyễn Hương & Trà My & Nguyễn Ngân & Thùy Linh & Hải Anh
- Thí sinh bị loại: Nguyễn Ngân & Trần Hương & Hải Anh & Nguyễn Hương & Thùy Linh & Bích Trâm

### Tập 4
Ngày phát sóng: 16 tháng 10 năm 2011
- Bức ảnh đẹp nhất: Hoàng Oanh
- Top nguy hiểm: Khánh Linh & Lê Phương
- Thí sinh bị loại: Khánh Linh

### Tập 5
Ngày phát sóng: 23 tháng 10 năm 2011
| Nhóm                                              | Trạng thái |
| ------------------------------------------------- | ---------- |
| Lê Thị Phương, Hoàng Oanh, Thanh Thủy, Thùy Dương | Yêu thương |
| Phương Nghi, Dương Thị Dung, Nguyễn Thị Tuyết     | Đố kị      |
| Kikki Lê, Kim Tuyền, Lê Thị Thuý, Hoàng Thị Thùy  | Chia sẻ    |
| Phương Anh, Trà My, Thùy Trang                    | Cô lập     |

- Giám khảo khách mời: Milor Trần, Annie
- Bức ảnh đẹp nhất: Phương Anh
- Top nguy hiểm: Kikki Lê & Thùy Dương
- Thí sinh bị loại: Kikki Lê

### Tập 6
Ngày phát sóng: 30 tháng 10 năm 2011
- Bức ảnh đẹp nhất: Hoàng Thùy
- Top nguy hiểm: Kim Tuyền & Thanh Thủy
- Thí sinh bị loại: Kim Tuyền

### Tập 7
Ngày phát sóng: 6 tháng 11 năm 2011
- Giám khảo khách mời: Thùy Linh
- Bức ảnh đẹp nhất: Nguyễn Tuyết
- Top nguy hiểm: Lê Thúy & Dương Dung
- Thí sinh bị loại: Dương Dung

### Tập 8
Ngày phát sóng: 20 tháng 11 năm 2011
- Bức ảnh đẹp nhất: Lê Thúy
- Top nguy hiểm: Thanh Thủy & Hoàng Oanh & Phương Nghi
- Thí sinh bị loại: Hoàng Oanh & Phương Nghi

### Tập 9
Ngày phát sóng: 27 tháng 11 năm 2011
- Bức ảnh đẹp nhất: Lê Phương
- Top nguy hiểm: Phương Anh & Thùy Dương
- Thí sinh bị loại: Thùy Dương

### Tập 10
Ngày phát sóng: 4 tháng 12 năm 2011
- Bức ảnh đẹp nhất: Hoàng Thùy
- Top nguy hiểm: Phương Anh & Thanh Thủy & Lê Phương
- Thí sinh bị loại: Thanh Thủy & Lê Phương

### Tập 11
Ngày phát sóng: 18 tháng 12 năm 2011
- Bức ảnh đẹp nhất: Trà My
- Top nguy hiểm: Phương Anh & Nguyễn Tuyết
- Thí sinh bị loại: Nguyễn Tuyết

### Tập 12
Ngày phát sóng: 25 tháng 12 năm 2011
- Bức ảnh đẹp nhất: Lê Thúy
- Top nguy hiểm: Thùy Trang & Phương Anh
- Thí sinh bị loại: Phương Anh

### Tập 13
Ngày phát sóng: 1 tháng 1 năm 2012
- Giám khảo khách mời: Thùy Linh, Jason Baumann
- Bức ảnh đẹp nhất: Trà My
- Top nguy hiểm: Hoàng Thùy & Thùy Trang
- Thí sinh bị loại: Thùy Trang

### Tập 14
Ngày phát sóng: 8 tháng 1 năm 2012
- Giám khảo khách mời: Tyra Banks
- Vietnam's Next Top Model: Hoàng Thùy
- Thí sinh về nhì: Trà My
- Thí sinh bị loại: Lê Thuý

## Kết quả

### Danh sách thí sinh vào nhà chung
(Tính theo tuổi khi còn trong cuộc thi)
| Họ và tên thí sinh    | Tuổi | Quê quán              | Chiều cao               | Bị loại | Thứ hạng | Ghi chú |
| --------------------- | ---- | --------------------- | ----------------------- | ------- | -------- | --- |
| Lưu Khánh Linh        | 18   | Hải Phòng             | 1,77 m (5 ft 9+1⁄2 in)  | Tập 4   | 15       | |
| Lê Minh Thúy "Kikki"  | 22   | Malmö, Thụy Điển      | 1,74 m (5 ft 8+1⁄2 in)  | Tập 5   | 14       | Top 7 All-Stars |
| Huỳnh Thị Kim Tuyền   | 21   | Thành phố Hồ Chí Minh | 1,70 m (5 ft 7 in)      | Tập 6   | 13       | Siêu mẫu trình diễn ấn tượng (Siêu mẫu Việt Nam 2012) |
| Dương Thị Dung        | 23   | Bắc Giang             | 1,76 m (5 ft 9+1⁄2 in)  | Tập 7   | 12       | Top 40 Hoa hậu Việt Nam 2012 Tham gia Hoa khôi thể thao 2012 |
| Nguyễn Thị Hoàng Oanh | 24   | Thành phố Hồ Chí Minh | 1,73 m (5 ft 8 in)      | Tập 8   | 11-10    | Tham gia Siêu mẫu Việt Nam 2012 Top 9 All-Stars |
| Phan Ngọc Phương Nghi | 19   | Thành phố Hồ Chí Minh | 1,81 m (5 ft 11+1⁄2 in) | Tập 8   | 11-10    | |
| Nguyễn Thùy Dương     | 21   | Thành phố Hồ Chí Minh | 1,74 m (5 ft 8+1⁄2 in)  | Tập 9   | 9        | Á quân All-Stars Top 7 Supertalent of The World 2024 |
| Trần Thanh Thủy       | 22   | Khánh Hòa             | 1,77 m (5 ft 9+1⁄2 in)  | Tập 10  | 8-7      | Tham gia Siêu mẫu Việt Nam 2012 |
| Lê Thị Phương         | 20   | Thanh Hóa             | 1,73 m (5 ft 8 in)      | Tập 10  | 8-7      | Tham gia The New Mentor - Người mẫu Toàn năng 2023 (dừng chân ở vòng đối đầu) |
| Nguyễn Thị Tuyết (†)  | 18   | Hà Nội                | 1,75 m (5 ft 9 in)      | Tập 11  | 6        | Siêu mẫu triển vọng (Siêu mẫu Việt Nam 2012) Tham gia Hoa hậu phụ nữ qua ảnh 2012 Tham gia casting The Face Vietnam (mùa 3)                                                              |
| Nguyễn Thị Phương Anh | 23   | Hà Nội                | 1,74 m (5 ft 8+1⁄2 in)  | Tập 12  | 5        | |
| Nguyễn Thị Thùy Trang | 23   | Đắk Lắk               | 1,77 m (5 ft 9+1⁄2 in)  | Tập 13  | 4        | Top 9 Asia's Next Top Model 2012 |
| Lê Thị Thúy           | 20   | Quảng Bình            | 1,80 m (5 ft 11 in)     | Tập 14  | 3        | |
| Nguyễn Thị Trà My     | 19   | Nam Định              | 1,78 m (5 ft 10 in)     | Tập 14  | 2        | Á quân 3 Top Model Worldwide 2012 Top 9 The New Mentor - Người mẫu Toàn năng 2023 - Team Hương Giang Top 10 Miss Universe Vietnam 2024                                                   |
| Hoàng Thị Thùy        | 19   | Thanh Hóa             | 1,76 m (5 ft 9+1⁄2 in)  | Tập 14  | 1        | Top 15 Top Model of the World 2012 Best Catwalk Award Top Model of the World 2012 Best Model - Best People Awards 2013 Á hậu 1 Hoa hậu Hoàn vũ Việt Nam 2017 Top 20 Hoa hậu Hoàn vũ 2019 |

### Thứ tự gọi tên
| Thứ tự | Tập          | Tập          | Tập          | Tập          | Tập          | Tập                    | Tập          | Tập                  | Tập          | Tập        | Tập        | Tập        | Tập        |
| Thứ tự | 3            | 4            | 5            | 6            | 7            | 8                      | 9            | 10                   | 11           | 12         | 13         | 14         | 14         |
| ------ | ------------ | ------------ | ------------ | ------------ | ------------ | ---------------------- | ------------ | -------------------- | ------------ | ---------- | ---------- | ---------- | ---------- |
| 1      | Nguyễn Tuyết | Hoàng Oanh   | Phương Anh   | Hoàng Thùy   | Nguyễn Tuyết | Lê Thúy                | Lê Phương    | Hoàng Thùy           | Trà My       | Lê Thúy    | Trà My     | Hoàng Thùy | Hoàng Thùy |
| 2      | Phương Nghi  | Hoàng Thùy   | Thùy Trang   | Hoàng Oanh   | Lê Phương    | Hoàng Thùy             | Thùy Trang   | Trà My               | Lê Thúy      | Trà My     | Lê Thúy    | Trà My     | Trà My     |
| 3      | Phương Anh   | Lê Thúy      | Hoàng Thùy   | Nguyễn Tuyết | Phương Anh   | Lê Phương              | Lê Thúy      | Lê Thúy              | Hoàng Thùy   | Hoàng Thùy | Hoàng Thùy | Lê Thúy    |            |
| 4      | Kikki Lê     | Kikki Lê     | Kim Tuyền    | Phương Anh   | Hoàng Oanh   | Phương Anh             | Thanh Thủy   | Thùy Trang           | Thùy Trang   | Thùy Trang | Thùy Trang |            |            |
| 5      | Hoàng Oanh   | Nguyễn Tuyết | Thanh Thủy   | Lê Thúy      | Thùy Trang   | Nguyễn Tuyết           | Trà My       | Nguyễn Tuyết         | Phương Anh   | Phương Anh |            |            |            |
| 6      | Dương Dung   | Phương Nghi  | Lê Phương    | Thùy Dương   | Thanh Thủy   | Thùy Dương             | Hoàng Thùy   | Phương Anh           | Nguyễn Tuyết |            |            |            |            |
| 7      | Lê Thúy      | Trà My       | Nguyễn Tuyết | Thùy Trang   | Trà My       | Thùy Trang             | Nguyễn Tuyết | Lê Phương Thanh Thủy |              |            |            |            |            |
| 8      | Kim Tuyền    | Phương Anh   | Hoàng Oanh   | Trà My       | Thùy Dương   | Trà My                 | Phương Anh   | Lê Phương Thanh Thủy |              |            |            |            |            |
| 9      | Khánh Linh   | Dương Dung   | Dương Dung   | Phương Nghi  | Hoàng Thùy   | Thanh Thủy             | Thùy Dương   |                      |              |            |            |            |            |
| 10     | Thùy Dương   | Kim Tuyền    | Trà My       | Lê Phương    | Phương Nghi  | Hoàng Oanh Phương Nghi |              |                      |              |            |            |            |            |
| 11     | Lê Phương    | Thùy Trang   | Phương Nghi  | Dương Dung   | Lê Thúy      | Hoàng Oanh Phương Nghi |              |                      |              |            |            |            |            |
| 12     | Thùy Trang   | Thanh Thủy   | Lê Thúy      | Thanh Thủy   | Dương Dung   |                        |              |                      |              |            |            |            |            |
| 13     | Thanh Thủy   | Thùy Dương   | Thùy Dương   | Kim Tuyền    |              |                        |              |                      |              |            |            |            |            |
| 14     | Hoàng Thùy   | Lê Phương    | Kikki Lê     |              |              |                        |              |                      |              |            |            |            |            |
| 15     | Trà My       | Khánh Linh   |              |              |              |                        |              |                      |              |            |            |            |            |

     Thí sinh chiến thắng
     Thí sinh bị loại

### Chủ đề của buổi chụp hình
- Tập 1 & 2:: Ảnh đại diện(casting)
- Tập 3: Catwalk với đôi giày móng ngựa
- Tập 4: Vẻ đẹp của hoa hồng
- Tập 5: Thiên đường Disco
- Tập 6: Chụp ảnh cùng nhện
- Tập 7: Nữ thần dưới nước
- Tập 8: Tạo dáng cùng lụa
- Tập 9: Chống bạo hành gia đình
- Tập 10: Quảng cáo cho dòng điện thoại Samsung Galaxy Young
- Tập 11: Chụp ảnh với voi
- Tập 12: Cô gái bị treo trên cần cẩu
- Tập 13: Ánh mắt mê hoặc
- Tập 14: Burlesque

## Sau Top Model
- Khánh Linh: không theo đuổi nghề người mẫu sau chương trình và hiện tại đang sinh sống tại Úc.
- Kikki: kí hợp đồng với Nomad Management. Cô được xuất hiện trên tạp chí cùng với một số trang bìa như Elle, Harper's Bazaar, Đẹp[1], Thời Trang Trẻ, F Fashion, Style,... và sải bước trên một số sàn diễn thời trang của Ivy Moda, NTK Đỗ Mạnh Cường, NTK Li Lam, NTK Lê Thanh Hòa, Thời Trang & Cuộc Sống[2], Vietnam International Fashion Week[3], Lynk Fashion Show 2015, Vietnam Designer Fashion Week,... Năm 2016, cô ban đầu sẽ đại diện Việt Nam tham dự cuộc thi Asia's Next Top Model 2017, nhưng sau đó từ chối sau nghi vấn mâu thuẫn với quản lí người mẫu BeU Models[4]. Hiện tại, cô đã rút khỏi ngành người mẫu từ năm 2020 và đã kết hôn với người chồng ở Malmö.
- Kim Tuyền: làm người mẫu ảnh[5][6][7] và được chụp hình cho một số tạp chí như Women's Health, Esquire[8],... Cô còn được xuất hiện trong chiến dịch quảng cáo cho Tiny Ink, Coconut Fashion, Ninomaxx Concept, Mini Cooper, Nimbus9,... và sải bước trên một số sàn diễn thời trang của Elise Fashion[9], Phong Cách & Cuộc Sống[10],... Hiện tại, cô đã rút khỏi ngành người mẫu từ năm 2019 và đang sinh sống cùng gia đình nhỏ của mình.
- Dương Dung: kí hợp đồng với New Talent Management Hanoi và Portfolios Casting Agency. Cô làm nguòi mẫu ảnh và được chụp hình cho ảnh bìa tạp chí Travellive 9/2012. Cô đã sải bước trên một số sàn diễn thời trang của Vungoc&Son, NTK Trương Thanh Hải, NTK Đỗ Mạnh Cường, Đẹp Fashion Runway, Hanoi Fashion Week, Vietnam International Fashion Week[11], Fashion Voyage, Festival Áo dài Quảng Ninh 2022,... Ngoài ra, cô còn là người sáng lập của học viện Tinee - A&A.
- Phương Nghi: kí hợp đồng với BeU Models, Nomad Management và Portfolios Casting Agency. Cô được chụp hình cho tạp chí Đẹp, Harper's Bazaar,... và sải bước trên một số sàn diễn thời trang của Vungoc&Son, Valenciani, NTK Đỗ Mạnh Cường,[12] NTK Chung Thanh Phong, Thời Trang & Đam Mê, Rise Above Fashion 2012, Đẹp Fashion Runway, Elle Fashion Show, Elle Fashion Journey, Vietnam Runway Fashion Week, Vietnam International Fashion Week, Vietnam International Fashion Festival, International Fashion Runway 2021,... Ngoài ra, cô còn là huấn luyện viên catwalk tại Champions Academy Vietnam.
- Hoàng Oanh: kí hợp đồng với Portfolios Casting Agency. Cô làm người mẫu ảnh[13][14][15][16][17] và được xuất hiện trong chiến dịch quảng cáo cho Desino Leather Goods, Lam Boutique, Proenz, Dzung Yoko Artbook,... Cô được chụp hình cho tạp chí cùng với một số trang bìa như Elle[18][19], Đẹp, Harper's Bazaar, L'Officiel, Sành Điệu, Nữ Doanh Nhân, Travellive,... và sải bước trên một số sàn diễn thời trang của NTK Đỗ Mạnh Cường, NTK Chung Thanh Phong, NTK Phi Phạm, Thời Trang & Đam Mê, Vietnam International Fashion Week, Elle Fashion Show,... Ngoài ra, cô còn có tên trong danh sách "24 người mẫu Đông Á lộng lẫy "chết người"" của Buzzfeed Mỹ[20]. Hiện tại, cô đã rút khỏi ngành người mẫu từ năm 2018[21] và đang sinh sống cùng gia đình nhỏ của mình, nhưng cô vẫn thi thoảng nhận lời mời trình diễn hoặc chụp hình[22].
- Thùy Dương: kí hợp đồng với BeU Models, Nomad Management và Light On Agency. Cô được xuất hiện trong chiến dịch quảng cáo cho Vietnam Motor Show, Heverly HCM, NTK Nuchsuda Charmreonpucksa, Rue Des Chats, Emigo Vinfashion, Lamy Design, PUSW, 20Again[23], Vascara[24], NTK Đặng Hải Yến,... và trên tạp chí cùng với một số trang bìa như Đẹp[25], Elle[26], Harper's Bazaar[27], F Fashion, L'Officiel, Her World, Cẩm Nang Cưới Marrywedding,... Cô đã sải bước trên một số sàn diễn thời trang của DKNY, Ivy Moda, NTK Đỗ Mạnh Cường, NTK Đặng Hải Yến[28], NTK Chung Thanh Phong, Thời Trang & Đam Mê[29], Elle Fashion Show, Lemino Fashion Show, Thời Trang & Nhân Vật, Vietnam International Fashion Week, Vietnam Runway Fashion Week,... Ngoài ra, cô còn hoạt động dưới nghệ danh TyhD và đã xuất hiện trong video âm nhạc như "Cuội Khờ" của Juun Đăng Dũng, thử sức với vai trò diễn viên khi cô đã đóng một số bộ phim như Tiệm bánh Hoàng tử bé 2, Mưa Đầu Mùa, Gia Đình Vô Địch,... đảm nhiệm vai trò giám khảo casting của Vietnam International Fashion Week[30][31] và đảm nhiệm vai trò huấn luyện viên trong Model Kid Vietnam 2019, The Next Face Vietnam 2021,... Năm 2015, cô được dân mạng chú ý và ủng hộ về bức tâm thư chia sẻ những khó khăn của nghề người mẫu và đồng thời tố cáo quỵt tiền lương trong làng thời trang Việt[32]. Năm 2016, cô còn là một trong những người mẫu của "danh sách đen" trong Vietnam International Fashion Week 2016 trước khi được quay lại trình diễn vào năm sau.
- Lê Phương: kí hợp đồng với BeU Models. Cô làm người mẫu ảnh[33][34][35][36][37][38][39] và đã sải bước trên một số sàn diễn thời trang của NTK Đỗ Mạnh Cường[40], NTK Hoài Sang[41], NTK Đan Hà[42], Nailstik Kellypang[43], Thời Trang & Đam Mê[44][45][46], Belvedere Fashion Gala 2012, Thời Trang & Nhân Vật[47][48], Phong Cách & Cuộc Sống[49], Vietnam International Fashion Week, Faslink Fashion Show[50],... Ngoài ra, cô còn là người mẫu của chương trình Project Runway Vietnam 2013, xuất hiện trong video âm nhạc "Anh Không Xứng Đáng"[51] & "Bên Em Mùa Xuân"[52] của Trần Hoàng Anh và đảm nhiệm vai trò giám khảo tại buổi casting cuộc thi Đẹp Từng Milimet 2022[53]. Hiện tại, cô đã kết hôn lần hai với người chồng hiện tại hơn cô 4 tuổi.
- Thanh Thủy: kí hợp đồng với Runway Model Agency, Nomad Management, Portfolios Casting Agency và Models Package Management ở Los Angeles. Cô làm người mẫu ảnh[54][55][56][57][58][59] và xuất hiện trên tạp chí cùng với một số trang bìa trong nước như Đẹp, Elle, Harper's Bazaar, Her World, F Fashion, Heritage Fashion, Aviation, Gentlemen - Fashion, Mỹ Phẩm, Mốt, Golf&Life, Người Đẹp,... và ngoài nước như Heritage Hàn Quốc. Cô còn được xuất hiện trong chiến dịch quảng cáo cho Nem Fashion, Le Soleil, NTK Đỗ Mạnh Cường[60], NTK Thủy Nguyễn[61][62], NTK Quý Cao, NTK Hà Nhật Tiến, NTK Lê Thanh Hòa, NTK Tăng Thành Công,... và sải bước trên một số sàn diễn thời trang của Zalora, NTK Đỗ Mạnh Cường[63], NTK Công Trí[64], NTK Hoàng Hải[65], Vungoc&Son, Thời Trang & Đam Mê, Rise Above Fashion 2012, Thời Trang & Cuộc Sống[66][67], Thời Trang & Nhân Vật, Đẹp Fashion Runway, Elle Fashion Show, Lynk Fashion Show[68], Phong Cách & Cuộc Sống, Vietnam Designer Fashion Week 2016, Vietnam International Fashion Week, Faslink Fashion Show,... Hiện tại, cô đã rút khỏi ngành người mẫu từ năm 2020 và đang sinh sống cùng gia đình nhỏ của mình, nhưng cô vẫn thi thoảng nhận lời mời trình diễn hoặc chụp hình.
- Nguyễn Tuyết: kí hợp đồng với Runway Model Agency. Cô đã được xuất hiện trong chiến dịch quảng cáo cho một số nhãn hàng và đã sải bước trên một số sàn diễn thời trang của Elise Fashion, Eva de Eva[69], NTK Lê Thanh Hoà, Emos Fashion Show[70], Vietnam International Fashion Week[71], Tuần lễ Thời trang và làm đẹp, Vietnam – Italia Fashion Week 2018, Wonder Fashion Show 2019,... Ngày 19 tháng 1 năm 2022, cô qua đời do tai nạn tại Phú Quốc ở tuổi 29.
- Phương Anh: kí hợp đồng với CA3 Artiste Agency. Cô được xuất hiện trong chiến dịch quảng cáo cho NTK Hà Linh Thư, I Hate Fashion, Clair Singapore Medical, Vincom Mega Mall Royal City,... và chụp hình cho các các tạp chí thời trang như Sành Điệu, Style,... Cô làm người mẫu ảnh[72] và sải bước trên một số sàn diễn thời trang của NTK Đỗ Mạnh Cường[73], Elise Fashion, Eva de Eva, Bonmua Fashion, Emos Fashion Show, Elle Fashion Show, Davines Hair Show & Contest 2012[74], Show tốt nghiệp Học viện Thiết kế và Thời trang London, Đẹp Fashion Runway, Vietnam Designer Fashion Week 2016, Vietnam International Fashion Week,... Hiện tại, cô đã rút khỏi ngành người mẫu từ năm 2020 và đang sinh sống cùng gia đình nhỏ tại Đức.
- Thùy Trang: kí hợp đồng với BeU Models, Tay Models, Portfolios Casting Agency, Giant Management ở Melbourne, Merci Management ở Sydney, Upfront Models ở Singapore[75], Das Models ở Milan, Karin Models & Women Management ở Paris. Cô làm người mẫu ảnh[76][77] và liên tiếp có mặt tại các chương trình thời trang đình đám như Louis Vuitton[78], Chanel[79], Vietnam Designers House, Thời Trang & Đam Mê[80], Vietnam International Fashion Week, Đẹp Fashion Runway, Elle Fashion Show, Singapore Fashion Week 2014, Tuần lễ Thời trang Thượng Hải[81], Paris Fashion Week[82], Milan Fashion Week[83], Australian Fashion Week[84],... Cô được tham gia chiến dịch quảng cáo của hàng loạt thương hiệu như L'Oréal, Cartier, Lancôme, Promod, Max Mara, Missoni, Superdry, Yoshino Fashion, NTK Lê Thanh Phương[85], NTK Kelly Bui, NTK Trần Hùng[86], NTK Ivan Trần[87], BMW,... và chụp hình cho các các tạp chí thời trang cũng như trang bìa trong nước như Đẹp, Elle[88], Harper's Bazaar[89], L'Officiel, Her World, Mỹ Thuật[90],... và ngoài nước như Harper's Bazaar Singapore, Grazia Bulgaria[91], Goji Ukraina,... Ngoài ra, cô được xuất hiện trong video âm nhạc "Vì anh là vậy" của Trọng Hiếu[92]. Hiện tại, cô vẫn còn hoạt động người mẫu tại Úc.
- Lê Thúy: kí hợp đồng với BeU Models, Tay Models và Urban Models ở Milan[93]. Cô xuất hiện trong chiến dịch quảng cáo cho Playboy Fashion[94], NTK Đỗ Mạnh Cường[95][96][97], Maison About,... và liên tiếp có mặt tại các chương trình thời trang đình đám như NTK Đỗ Mạnh Cường[98][99][100], NTK Hoàng Hải, Thời Trang & Đam Mê[101], Vietnam International Fashion Week, Đẹp Fashion Runway, Elle Fashion Show[102], Vietnam Designer Fashion Week 2016, Milan Fashion Week[103][104],... Cô còn xuất hiện trên tạp chí cùng với một số trang bìa trong nước như Elle, Đẹp[105], Harper's Bazaar[106], L'Officiel, Her World, F Fashion, Golf&life, Heritage Fashion, Mùa Cưới,... và ngoài nước như Harper's Bazaar Italia[107]. Ngoài ra, cô vinh dự trở thành "Best Model" của lễ trao giải Best People Awards 2013 do tạp chí F Fashion tổ chức[108] và thử sức với vai trò diễn viên khi cô đã đóng một số bộ phim như Glee Vietnam, Bạn gái tôi là sếp, Siêu quậy có bầu,... Từ năm 2019, cô dần rút khỏi làng người mẫu[109], nhưng vẫn thi thoảng nhận lời mời trình diễn hoặc chụp hình. Hiện tại, cô đã kết hôn với doanh nhân Đỗ Khải An.
- Trà My: kí hợp đồng với BeU Models, Nest Models Vietnam, Portfolios Casting Agency và Beyond Models ở Milan. Cô làm người mẫu ảnh[110][111][112][113] và sải bước trên một số sàn diễn thời trang của Thời Trang & Đam Mê[114], Emos Fashion Show, Vietnam Designers House[115], Thời Trang & Cuộc Sống, Show tốt nghiệp Học viện Thiết kế và Thời trang London[116], Elle Fashion Show, Vietnam International Fashion Week[117][118], Faslink Fashion Show, Vietnam – Italia Fashion Week 2018[119], Áo dài - Di sản văn hóa Việt Nam[120], Texfuture Việt Nam 2023[121], Milan Fashion Week[122][123][124],... Cô cũng xuất hiện trên tạp chí cùng với một số trang bìa như Elle[125], Đẹp, Cosmopolitan, Hoa Học Trò, L'Officiel, Heritage Fashion, Sành Điệu, Thời Trang Trẻ, Người Đẹp, Mỹ Phẩm, Mùa Cưới, Gentlemen - Fashion, Du lịch & Giải trí, Aviation[126], Travellive... Ngoài ra, cô còn tham gia đóng phim Độc thân tuổi 30. Hiện tại, cô vẫn còn hoạt động người mẫu và đã kết hôn với người yêu hơn 15 tuổi.
- Hoàng Thuỳ: kí hợp đồng với BeU Models, Nomad Management, New Version Model Management ở Florida và PRM Model Agency ở Luân Đôn. Cô đã sải bước trên một số sàn diễn thời trang của NTK Đỗ Mạnh Cường[127], Thời Trang & Đam Mê[128], Elle Fashion Show, Emos Fashion Show, Lemino Fashion Show, Vietnam Designers House, Vietnam International Fashion Week[129], New York Fashion Week[130][131], The Clothes Show Live UK[132], Pure London UK[133], London Fashion Week[134][135][136][137], Graduate Fashion Show UK[138],... Cô còn được xuất hiện trong chiến dịch quảng cáo cho Canifa, NTK Hà Linh Thư, NTK Lê Xuân[139], Kokon To Zai, Gosumo, LG Electronics, Kotex, Aquafina[140], California Fitness & Yoga,... và trên tạp chí cùng với một số trang bìa trong nước như Đẹp, Elle[141], Harper's Bazaar[142], L'Officiel, Her World[143][144], Cosmopolitan, Hoa Học Trò, Thể Thao & Văn Hóa, Sành Điệu, Thời Trang Trẻ, Travellive,... và ngoài nước như Ketchup Hong Kong, Elle UK[145], Grazia UK[146], The Evening Standard UK, Noi.Se UK, Kaltblut Đức,... Ngoài ra, cô giành được giải thưởng "Best Model" của lễ trao giải Best People Awards 2013 do tạp chí F Fashion tổ chức, có tên trong danh sách "30 người trẻ nổi bật dưới 30 tuổi" của Forbes Việt Nam trong 2015[147], đảm nhận vai trò giám khảo casting trong Vietnam International Fashion Week 2017 và đảm nhận vai trò huấn luyện viên trong The Face Vietnam 2017, The Next Gentleman 2024,...

### Tham gia cuộc thi khác
- Kikki: Mùa All-Stars (Top 7)
- Kim Tuyền: Siêu mẫu Việt Nam 2012 (Siêu mẫu trình diễn ấn tượng)[148][149], The Bachelor Vietnam 2018 (Top 15)
- Dương Dung: Hoa khôi thể thao Việt Nam 2012 (Chung kết)[150], Hoa hậu Việt Nam 2012 (Top 40)[151], Hoa khôi Phụ nữ Việt Nam qua ảnh 2012
- Hoàng Oanh: Siêu mẫu Việt Nam 2012 (Chung kết), Mùa All-Stars (Top 9)
- Thùy Dương: The Face Vietnam 2016 (vòng casting), Mùa All-Stars (Á quân), Supertalent of The World 2024 (Top 7)
- Lê Phương: The New Mentor 2023 - Người Mẫu Toàn Năng (loại vòng đối đầu)
- Thanh Thủy: Siêu mẫu Việt Nam 2012 (Bán kết)
- Nguyễn Tuyết: Siêu mẫu Việt Nam 2012 (Siêu mẫu Triển vọng), Hoa khôi Phụ nữ Việt Nam qua ảnh 2012 (Top 30), The Face Vietnam 2018 (vòng sơ tuyển)
- Thùy Trang: Asia's Next Top Model 2012 (Top 9)
- Trà My: Top Model Worldwide 2012 (Á quân 3)[152], The New Mentor 2023 - Người Mẫu Toàn Năng (Top 9)[153], Miss Universe Vietnam 2024 (Top 10)
- Hoàng Thùy: Top Model of the World 2012 (Top 15, Best Catwalk)[154][155], Hoa hậu Hoàn vũ Việt Nam 2017 (Á hậu 1), Hoa hậu Hoàn vũ 2019 (Top 20)